# Laura Villaescusa Galera
Laura Villaescusa Galera (Barcelona, 20 d'octubre de 1983) és una exjugadora de basquetbol catalana.
Base, es formà al Club Bàsquet Santa Rosa de Lima Horta amb el qual debutà a la Lliga Femenina la temporada 1999-00. Posteriorment, jugà al Club Baloncesto Ciudad de Burgos (2001-02), el Deportivo Covibar (2002-05), la Universidad de Córdoba (2005-06) i el Club Bàsquet Joventut Mariana (2006-11) de la Lliga Femenina 2, amb el qual aconseguí l'ascens a la primera divisió la temporada 2007-08 i fou escollida la millor base de la categoria. Després de jugar al Club Bàsquet Bons Aires Palma (2011-12) i el Club Baloncesto Andratx (2013-14) es retirà de la competició. També ha desenvolupat les tasques d'entrenador assistent en el Joventut Mariana (2011-12) i CB Andratx (2020-21), i la temporada 2021-22 torna a competí esportivament amb la Fundació Asnimo de la Lliga Femenina 2. Internacional amb la selecció espanyola en categories de formació, aconseguí el subcampionat d'Europa sub-15 (1999).